# IPhone 4S
Pour un article plus général, voir iPhone.
Pour les articles homonymes, voir iPhone (homonymie) et 4S.
L'iPhone 4S est un smartphone, modèle de la 5e génération d'iPhone d'Apple. Il suit l'iPhone 4 et précède l'iPhone 5. Il est annoncé, le 4 octobre 2011, à Cupertino. Il s'agit du dernier produit Apple annoncé par l'ancien PDG et cofondateur de la firme, Steve Jobs, qui décède le lendemain.
Le 7 octobre 2011, le smartphone est disponible en pré-commande et le 14 octobre 2011 sa vente débute dans les Apple Store, aux États-Unis, en Australie, au Canada, au Royaume-Uni, en France, en Allemagne et au Japon. Les ventes atteignent un record par rapport à son prédécesseur, avec plus d'un million de ventes dans les vingt-quatre premières heures de commandes et plus de quatre millions de ventes durant les quatre premiers jours dans les Apple Store. Le 28 octobre 2011, d'autres ventes mondiales ont lieu dans 22 pays supplémentaires.
Cet iPhone est baptisé 4S, la lettre « S » signifiant Siri, l'assistant personnel intelligent exclusif au smartphone, qui est intégré dans les générations suivantes de produits Apple. Conservant la conception externe de l'iPhone 4, l'iPhone 4S fait l'objet d'importantes mises à jour internes. Il est fourni avec iOS 5, la cinquième version majeure d'iOS, le système d'exploitation mobile d'Apple, qui introduit des fonctionnalités telles que iCloud, iMessage et le centre de notification.
L'iPhone 4S reste en vente avec une capacité de stockage réduite (passant de 8/16/32 à 64 Go). Il est officiellement arrêté le 9 septembre 2014 à la suite de l'annonce de l'iPhone 6, bien que sa production continue pour les pays en développement jusqu'au 17 février 2016. C'est l'un des iPhone les plus vendus et est le premier à prendre en charge cinq versions d'iOS. C'est également le dernier iPhone à disposer du connecteur dock 30 broches d'origine.

## Lancement
En mai 2011, quelques fuites donnent une description du nouveau smartphone notamment le nom iPhone 4S, le microprocesseur Apple A5, le nouvel appareil photo, la prise en charge de la 3G+ et l'opérateur Sprint.

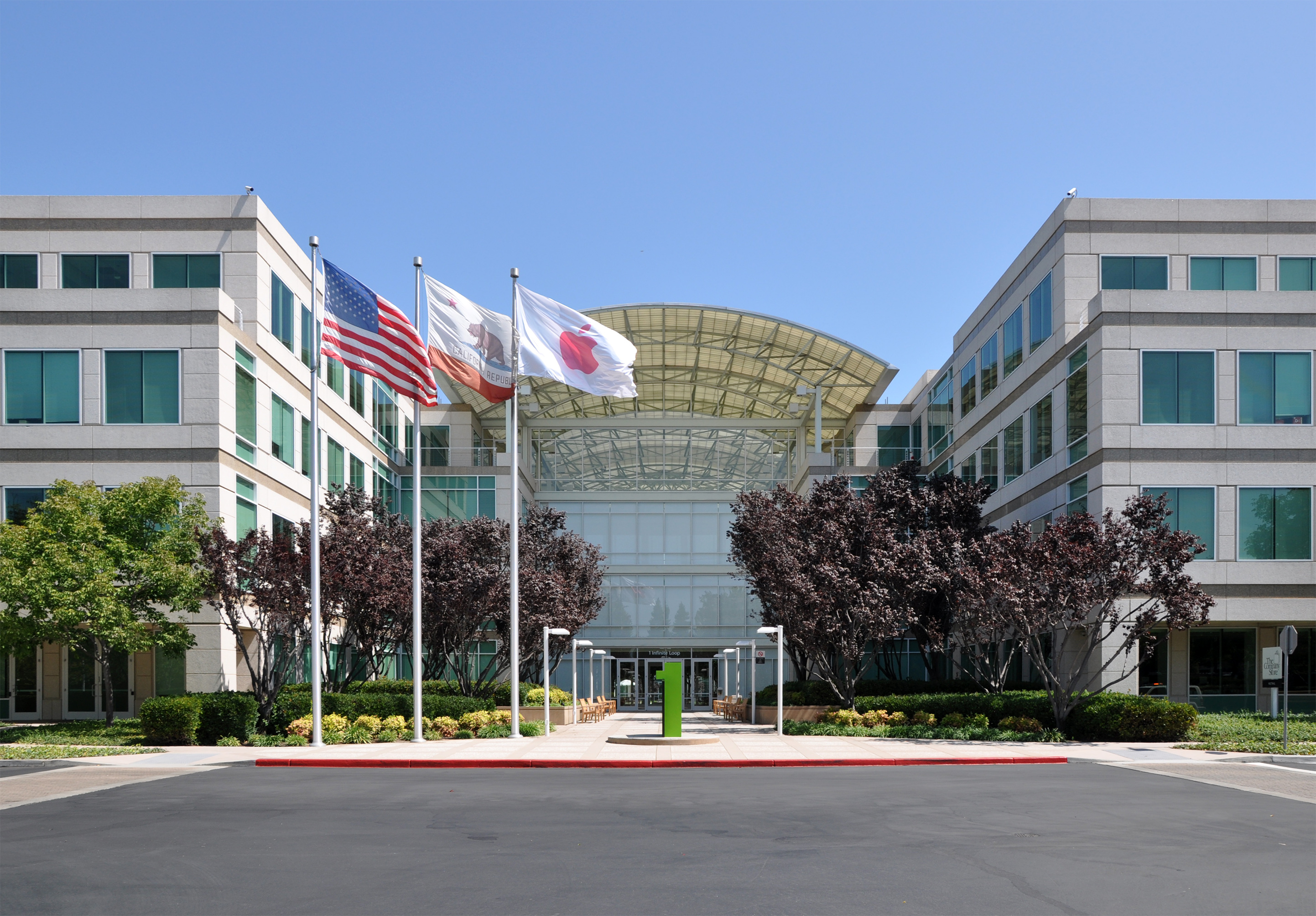
L'événement Let's Talk iPhone s'est tenu sur le campus d'Apple à Cupertino en Californie.

Il est dévoilé lors de l'événement Let's Talk iPhone, le 4 octobre 2011, sur le campus d'Apple à Cupertino, en Californie. C'est la première conférence donnée par Tim Cook depuis son discours sur Verizon plus tôt dans l'année et c'est le premier lancement sans Steve Jobs, dont la santé se détériore,. Tim Carmody, du magazine Wired, félicite Tim Cook pour avoir mis l'accent sur les réalisations de l'entreprise en le qualifiant de « penseur d'entreprise mondial » et de « maître d'œuvre ». Lors de l'événement, Mike Capps, président-directeur général d'Epic Games, fait une démonstration du jeu Infinity Blade II. Capps se vante que le jeu utilise le moteur Unreal Engine 3 et qu'il utilise les mêmes techniques graphiques que celles utilisées dans le jeu Gears of War 3 sur Xbox 360. Le prix de lancement de l'iPhone 4S débute à 499 £ au Royaume-Uni et entre 199 $ et 399 $ aux États-Unis, selon sa capacité de stockage,.
Les rumeurs concernant la prochaine génération d'iPhone, y compris les diverses spécifications et le nom iPhone 5, sont très répandues avant son lancement. Après l'annonce de l'iPhone 4S, certains médias considèrent qu'il s'agit d'une déception, en raison de la sortie prévue de l'iPhone 5. Il n'y a aucune différence externe entre le modèle CDMA de l'iPhone 4 et l'iPhone 4S, excepté un emplacement pour carte SIM. Tous les changements sont internes (il existe de légères différences externes entre le modèle GSM de l'iPhone 4 et l'iPhone 4S, mais existent également entre les modèles CDMA et GSM de l'iPhone 4),. Le 24 avril 2012, AT&T annonce que 7,6 millions d'iPhone sont opérationnels au quatrième trimestre 2011, et 4,3 millions au premier trimestre 2012.
Le 10 septembre 2013, le nom est redéfini en iPhone 4s, en utilisant la lettre en minuscule pour refléter les noms des nouveaux iPhone 5s et iPhone 5c annoncés. C'est inhabituel pour Apple, car un « S » majuscule est utilisé depuis l'introduction de l'iPhone 3GS en 2009.
| 14 octobre 2011                                         | 28 octobre 2011 | 11 novembre 2011 | 25 novembre 2011               | 16 décembre 2011 | 13 janvier 2012 |
| ------------------------------------------------------- | --- | --- | ------------------------------ | --- | --- |
| Allemagne Australie Canada États-Unis Japon Royaume-Uni | Autriche Belgique Danemark Espagne Estonie Finlande Hongrie Irlande Italie Lettonie Liechtenstein Lituanie Luxembourg Mexique Norvège Pays-Bas République tchèque Singapour Slovaquie Slovénie Suède Suisse | Albanie Arménie Bulgarie Corée du Sud Grèce Guatemala Hong Kong Malte Monténégro Nouvelle-Zélande Panama Pologne Portugal Roumanie Salvador | Colombie Croatie Inde Moldavie | Afrique du Sud Arabie saoudite Bahreïn Brésil Chili Émirats arabes unis Israël Koweït Malaisie Philippines Russie Taïwan Thaïlande Turquie | Anguilla Antigua-et-Barbuda Bolivie Botswana Cameroun Chine Côte d'Ivoire Dominique Équateur Grenade Guam Guinée Îles Caïmans Îles Turques-et-Caïques Îles Vierges britanniques Jamaïque Jordanie Kenya Liban Madagascar Mali Mauritanie Niger Ouganda République centrafricaine République dominicaine Sénégal Saint-Vincent-et-les-Grenadines Trinité-et-Tobago Venezuela |

## Fin de commercialisation
Officiellement, le 9 septembre 2014, l'iPhone 4S n'est plus vendu à la suite de l'annonce de l'iPhone 6 et de l'iPhone 6 Plus,. Le 13 septembre 2016, à la suite de la sortie de iOS 10, le smartphone ne prend plus en charge de nouvelle mise à jour, faisant de iOS 9 la dernière version majeure d'iOS disponible pour l'appareil,.

## Logiciel

### iOS
L'iPhone 4S, comme les autres iPhone, fonctionne avec iOS, le système d'exploitation mobile d'Apple. L'interface est basée sur le concept de manipulation immédiate, en utilisant de multiples gestes simples. Les éléments de contrôle de l'interface se composent de curseurs, d'interrupteurs et de boutons. La réactivité de l'utilisateur est immédiate et offre une interface fluide. Pour interagir avec le système d'exploitation, il faut faire des gestes tels que glisser, taper, pincer, et écarter, qui ont des utilisations spécifiques. Les accéléromètres internes sont utilisés par certaines applications pour réagir aux secousses de l'appareil (par exemple, la fonction d'annulation) ou à sa rotation en trois dimensions (une rotation courante est le passage entre le mode portrait et le mode paysage).

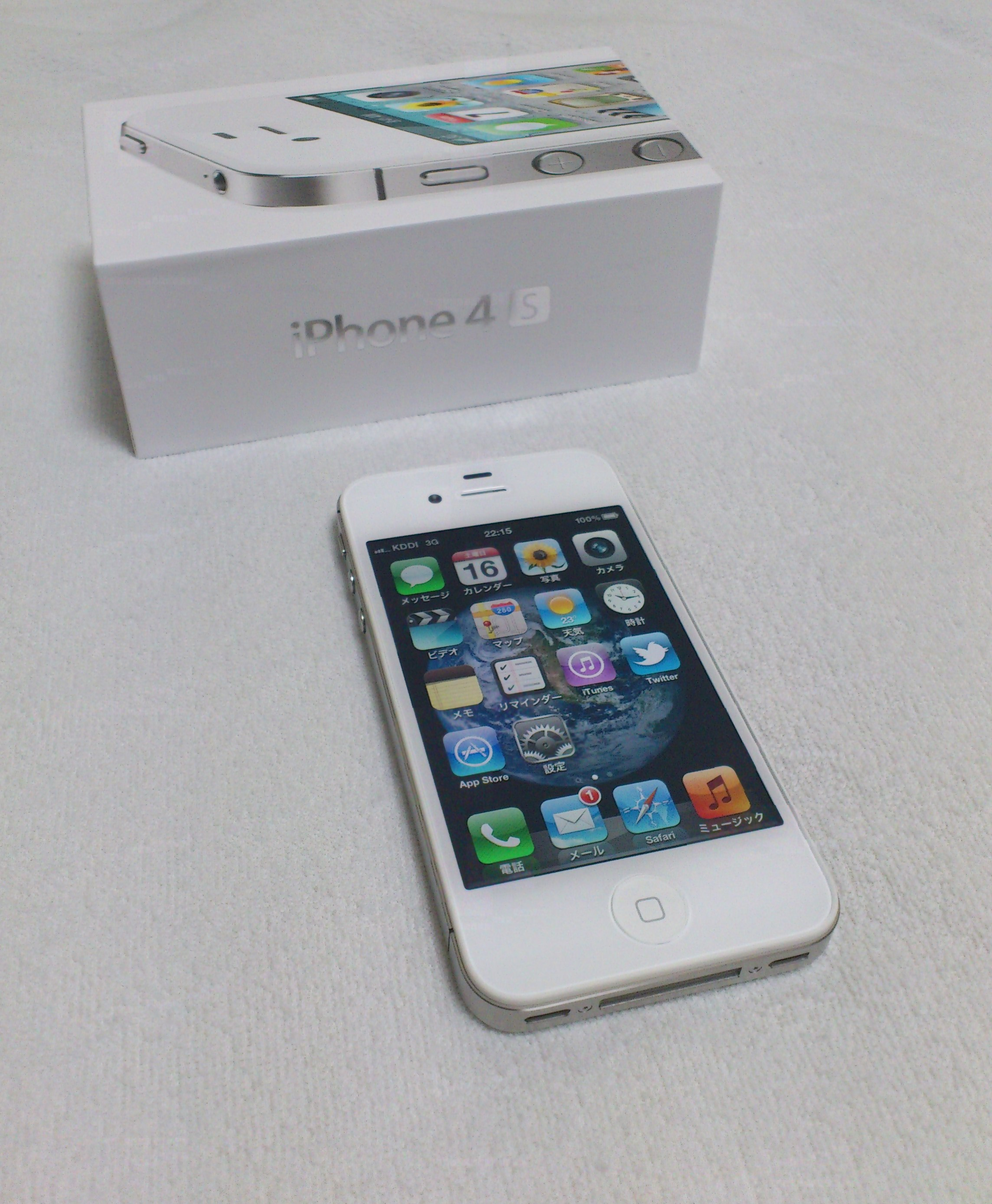
Écran d’accueil de l’iPhone 4S

Il est fourni avec iOS 5, sorti le 12 octobre 2011 soit 2 jours avant la mise en vente de l'appareil et utilise également la mise à jour iOS 5.1.1, lancée le 7 mai 2012. À partir de septembre 2015, l'appareil peut être mis à jour vers iOS 9. Il peut agir comme un point d'accès sans fil (hotspot), en partageant sa connexion internet via Wi-Fi, Bluetooth ou USB et permet d'accéder également à l'App Store, une plateforme de téléchargement d'applications numériques pour iOS, développée et maintenue par Apple.
Il peut diffuser de la musique, des films, des émissions de télévision, des livres numériques, des livres audio et des podcasts et peut trier sa médiathèque par chansons, artistes, albums, vidéos, listes de lecture, genres, compositeurs, podcasts, livres audio et compilations. Les options sont présentées par ordre alphabétique, sauf dans les listes de lecture, qui conservent leur ordre d'iTunes. Le smartphone utilise une police de grande taille qui permet aux utilisateurs d'avoir beaucoup de place pour toucher leur sélection. Sur l'iPhone 4S, le volume peut être modifié avec les écouteurs, et la fonction de contrôle vocal peut être utilisée pour identifier une piste, jouer des chansons dans une liste de lecture ou par un artiste spécifique, ou créer une liste de lecture.
Le 19 septembre 2012, iOS 6 est disponible, sous la forme d'une mise à jour. Selon Apple, la mise à jour contient 200 nouvelles fonctionnalités et modifications, dont une nouvelle application de cartographie, nommée Apple Plans, l'intégration de Facebook et Passbook, une application qui permet aux utilisateurs de stocker numériquement leurs coupons, cartes d'embarquement et billets électroniques. Le 18 septembre 2013, Apple lance iOS 7, compatible avec le smartphone et bénéficie de la mise à jour sans aucun problème. Bien que l'appareil améliore ses performances par rapport à iOS 7, certaines nouvelles fonctionnalités, mises en place sur les nouveaux modèles, tels que AirDrop et CarPlay ne sont pas prises en charges. Le smartphone fonctionne également avec iOS 8, sortie le 17 septembre 2014. Comme le smartphone est sorti trois ans auparavant, les fonctionnalités plus récentes du logiciel telles que Apple Pay ne sont pas supportées. En outre, lors de l'apparition de iOS 9 en septembre 2015, certains utilisateurs signalent que les capacités du smartphone sont très lentes, comme iOS 7 sur l'iPhone 4, et suggèrent de ne pas mettre à jour leur smartphone en raison de problèmes de décharge de la batterie et de coupure lors des appels.

### Siri
Le smartphone introduit un assistant vocal, appelé Siri, qui permet à l'utilisateur de donner des informations ou exécuter des demandes et auxquelles il peut répondre. Par exemple, les demandes peuvent être « Quel temps fera-t-il aujourd'hui ? » et génèrent une réponse telle que « Le temps sera nuageux et pluvieux avec une température de 12 degrés aujourd'hui »,. Les commandes varient et peuvent contrôler presque toutes les applications du smartphone. Comme le montrent les messages vidéo d'Apple, Siri permet d'utiliser plus facilement les fonctions de l'appareil lorsque les utilisateurs conduisent, font de l'exercice ou ont les mains prises. Cela signifie également que les personnes ayant des difficultés à lire, à voir ou à écrire peuvent accéder facilement au téléphone. Sur l'iPhone 4S, l'envoi de SMS peut être facilité par l'assistant vocal, grâce au speech-to-text. L'envoi de message est pris en charge par iMessage, un service de messagerie instantanée, spécialisé. Ce programme permet d'inclure des médias dans les messages texte, de les intégrer à Siri et de lire les messages reçus. Les messages peuvent être envoyés via le clavier virtuel du smartphone ou depuis la fonction microphone située sur le clavier. Le texte saisi est pris en charge par un logiciel de prédiction et de suggestion ainsi que par un correcteur orthographique, qui comprend de nombreux dialectes régionaux comme le français parlé en Suisse ou au Canada. Lors de l'annonce, il est prévu que le téléphone prenne en charge de nombreuses langues. Les différentes fonctionnalités ont des exigences linguistiques différentes, comme le clavier par rapport au prédicteur de mots et au correcteur orthographique, qui nécessite un grand dictionnaire de mots. La prise en charge des langues est liée au système d'exploitation iOS 5 avec lequel l'appareil est commercialisé, mais pas toujours. L'assistant Siri prend en charge le français, l'anglais et l'allemand au lancement. En utilisant le clavier virtuel, le smartphone prend en charge différentes langues et différents textes en même temps.

## Composition

### Écran
Son écran est un écran Retina de 3,5 pouces avec une définition de 640 × 940 pixels. Sur le haut à gauche du téléphone se trouve une prise jack de 3,5 mm ainsi qu'un microphone utilisé pour couper le son lors d'appels ou lors de FaceTime. Sur la partie supérieure droite du téléphone se trouve le bouton power. Une fente pour carte SIM est placée sur le côté droit tandis que le bas de l'appareil comporte un haut-parleur, une prise dock 30 broches et une entrée microphone. L'iPhone 4S prend en charge les vidéos via AirPlay et les câbles audio-vidéos Apple,. Le smartphone prend en charge les formats vidéos MPEG-4 et le MJPEG. L'autonomie du smartphone ne dépasse pas 200 heures en veille, 8 heures en communication sur la 3G, 14 heures en communication avec la 2G, 6 heures en navigation 3G et 9 heures en navigation Wi-Fi. En outre, il peut supporter jusqu'à 10 heures de lecture vidéo ou 40 heures de lecture audio.

### Connectivité

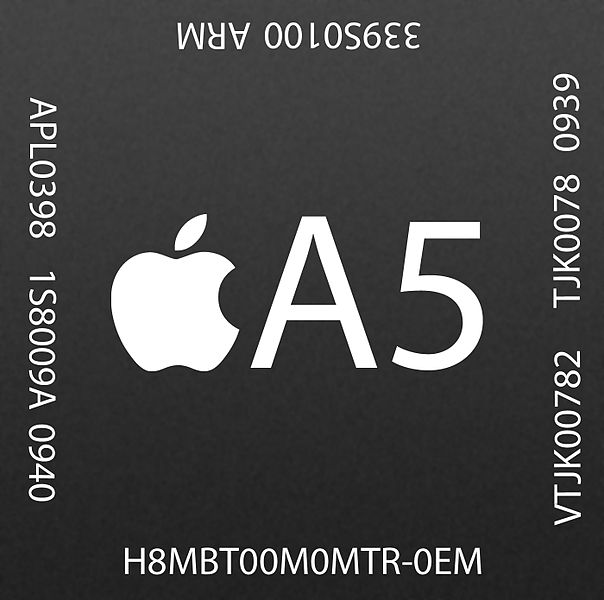
Vue de la puce Apple A5 utilisée dans l'iPhone 4S.

L'iPhone 4S est doté d'une antenne GSM améliorée par rapport à son prédécesseur. La nouvelle antenne est divisée en deux parties intégrées dans la bande en acier inoxydable qui s'enroule autour des côtés du téléphone. Par conséquent, si le smartphone est pris en main d'une manière qui réduit l'intensité d'un élément de l'antenne cellulaire, la radio passe sur l'autre bande qui n'est pas prise en main. En théorie, il peut supporter une vitesse de téléchargement maximale de 14,4 Mbps avec le HSDPA. Grâce à une puce électronique améliorée à l'intérieur du téléphone, en plus d'être un téléphone international, les clients GSM et CDMA peuvent se déplacer à l'étranger sur les réseaux GSM et il supporte également le bluetooth,.

### Appareil photo

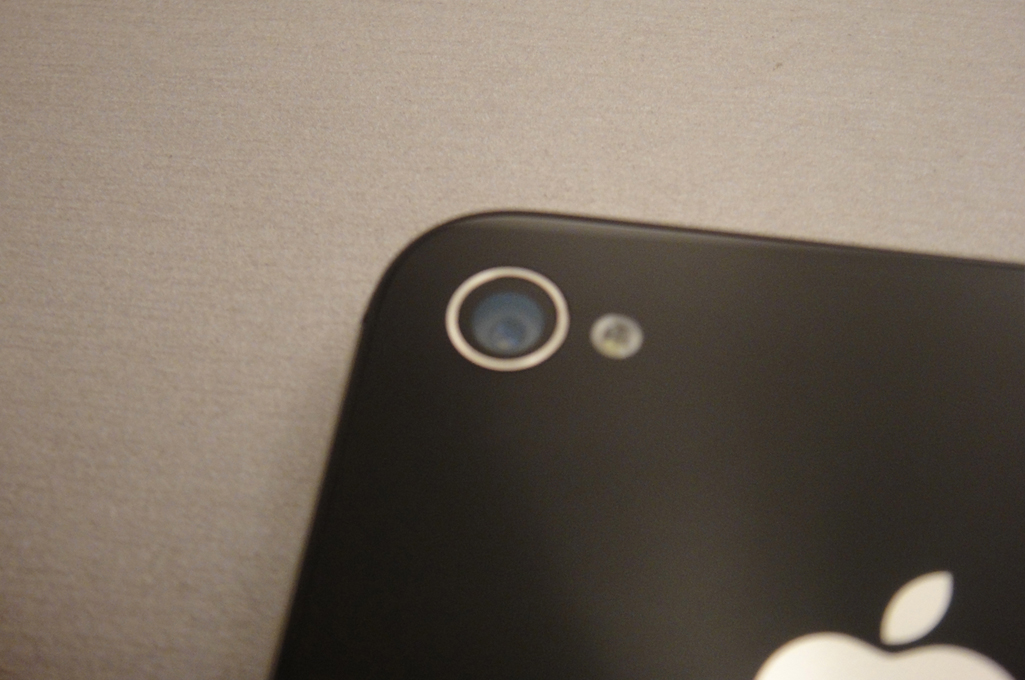
L'appareil photo arrière de l'iPhone 4S de 8 Mpx.

L'appareil photo, également appelé iSight, de 8 mégapixels à l'arrière, est capable d'enregistrer des vidéos en 1080p à 30 images par seconde. La qualité est améliorée par rapport à son prédécesseur (la clarté est améliorée de 30 %, la balance des blancs est améliorée de 26 %, et la précision des couleurs) grâce à un objectif supplémentaire, un filtre infra-rouge, une ouverture f/2,4 plus large et un processeur de traitement du signal de l'image. Les autres caractéristiques de l'appareil photo comprennent la macro (pour les photos en gros plan) et une capture plus rapide, notamment la possibilité de prendre sa première photo en 1,1 seconde et la suivante une demi-seconde plus tard.
Le gyroscope intégré permet une certaine stabilisation de l'image lors de l'enregistrement vidéo, bien que celle-ci puisse être améliorée par la suite, avec l'algorithme de traitement d'image de l'appareil.

### Processeur, mémoire et stockage
Le smartphone est doté du microprocesseur SoC Apple A5 bicœur. Le système sur puce est composé du processeur graphique PowerVR SGX543. Les graphismes sont sept fois plus rapides que son prédécesseur ; ce qui est confirmé par Mike Capps. La mémoire DDR2 SDRAM dispose de 512 Mo. Les capacités de stockage disponible sont de 16 Go, 32 Go et 64 Go.

## Conception
La finition de iPhone 4S est quasiment identique à celle de son prédécesseur, l'iPhone 4.
Le smartphone est doté d'une double antenne cellulaire en acier inoxydable, identique à celle de son prédécesseur. Apple a redessiné l'antenne de l'iPhone 4 CDMA après que certains utilisateurs aient signalé des problèmes. La radio cellulaire du téléphone peut passer d'une antenne à l'autre, en fonction de celle qui envoie/reçoit le meilleur signal. Les bandes du smartphone sont divisées en deux antennes : cellulaire et GPS, avec Bluetooth et Wi-Fi reposant sur une antenne interne.
Il mesure 115 millimètres de haut, 59 mm de large et 9,4 mm d'épaisseur, alors que l'iPhone 3GS mesure 116 millimètres de haut, 62 mm de large et 12 mm d'épaisseur, ce qui rend l'iPhone 4S, 21,5 % plus fin que le 3GS. Selon une étude menée par des géologues de l'université de Plymouth, un seul iPhone 4S nécessite l'extraction d'environ 15 kg de minerai dont 7 kg d'or, 1 kg de cuivre, 750 g de tungstène et 200 g de nickel.

## Réception

### Critiques
L'accueil qui lui est réservé est favorable. Les examinateurs notent que Siri, le nouvel appareil photo, et la fluidité du smartphone sont des avantages significatifs par rapport au modèle précédent,. Tim Stevens du site Engadget déclare que « l'iPhone 4S fait mieux que l'iPhone 4, mais il n'a rien de bien différent ». Joshua Topolsky de The Verge écrit que « si ce devait être une voiture, ce serait une Mercedes et Siri est probablement l'une des applications les plus novatrices qu'Apple ait jamais produites ». La plupart des critiques estiment que Siri est la fonction la plus importante. Brian Chen de Wired indique que « le superbe appareil photo et le processeur bicœur rapide du smartphone sont des ajouts de luxe. Mais Siri est la raison pour laquelle les gens doivent acheter ce téléphone ».
Le site Retrevo mène une enquête auprès de plus de 1 300 consommateurs américains et révèle que 71 % des propriétaires de smartphones ne sont pas déçus par le nouvel iPhone, mais que 47 %, soit près de la moitié des propriétaires actuels d'iPhone 4, le sont ; 12 % souhaitent un écran plus grand, 21 % veulent une nouvelle conception et 29 % souhaitent la 4G. Faisant écho aux experts en technologie, Reuters suggère qu'en l'absence d'un changement par rapport à l'iPhone 4 cela peut amener à un grand espoir pour les concurrents. L'analyste C. K. Lu de Gartner pense qu'Apple n'a plus l'avantage et qu'il ne se vend que grâce aux fidèles de la marque, car les fans attendent un iPhone 5 avec un contour plus fin, un écran bord à bord et des fonctions plus puissantes. Ces mêmes fans veulent également un iPhone moins cher et plus sobre.
Ses jeux sont comparés à ceux de la PlayStation Vita qui dispose du même processeur graphique avec une configuration quadricœur, et aux consoles de jeux portables Nintendo 3DS. En outre, la possibilité pour l'iPhone de traiter 80 millions de polygones par seconde est comparée aux consoles de jeux vidéo domestiques PlayStation 3 et Xbox 360 qui peuvent traiter respectivement entre 275 millions et 500 millions de polygones par seconde. Andy Robinson, rédacteur en chef adjoint de Computer and nobrGames (CVG), déclare au site TechRadar que « l'iPhone 4S donne une sérieuse crédibilité à Apple en tant que console de jeu. Non seulement, il sort des jeux qui éclipsent la 3DS sur le plan visuel, mais des fonctions comme la sauvegarde dans le cloud et la diffusion sur TV sont vraiment passionnants pour les joueurs ». Ted Pollak, analyste principal des jeux dans l'entreprise Jon Peddie Research estime que l'amélioration des jeux sur l'iPhone 4S se situe au niveau des fonctions de commande vocale, notant que « l'une des fonctions que les joueurs de Nintendogs apprécient est la possibilité de parler. Il n'y a aucune raison pour qu'un jeu comme celui-ci ne puisse pas être réalisé sur l'iPhone 4S, et bien plus sophistiqué étant donné la commande vocale affichée ».
Il remporte le prix du « Gadget de travail de l'année » par le site T3, en 2012, battant le Blackberry Bold 9900 et le Galaxy Note de Samsung.

### Problèmes et controverses
Depuis son lancement, plusieurs problèmes ont été signalés par les utilisateurs sur des forums Internet puis relayés par les médias tel que CNN, Boy Genius Report, The Guardian et PC World : pas de son pour les appels émis, parfois, le mode haut parleur ne fonctionne pas avec le service de radio sur internet mais fonctionne lors des appels, écrans teintés en jaune. Il s'est avéré que les modèles précédents ont un écran moins calibré et affichent donc des images avec une teinte bleutée, problèmes de batterie. Apple lance iOS 5.1.1 pour diagnostiquer et traiter le problème, Siri ne comprend pas l'accent des utilisateurs dans différents pays, la connectivité du bluetooth est médiocre voire défectueuse. La qualité du son des écouteurs est étouffée et le problème serait lié au téléphone et non pas au bluetooth ou aux écouteurs. Le Wi-Fi est indisponible et le smartphone surchauffe après la mise à jour iOS 7.
Certains problèmes sont présents sur son prédécesseur tels que l'écran jaune, les photos avec une teinte bleutée ainsi que le problème de son pour les appels,.
Le 8 juin 2015, Apple annonce lors du WWDC que l'iPhone 4S est compatible avec la mise à jour iOS 9. C'est le premier iPhone et le deuxième appareil Apple à supporter 5 mises à jours iOS (l'iPad 2 supporte 6 mises à jour avec iOS 9). Le 22 décembre 2015, un procès de recours collectif est lancé contre la firme dû à la mise à jour iOS 9 qui paralyse le smartphone.
Apple annonce en juin 2016 que iOS 10 n'est pas compatible avec le smartphone. Une mise à jour permettant de revenir à iOS 6 est devenue possible en janvier 2018 jusqu'en novembre 2019.

### Accueil commercial
Lors de l'annonce de l'iPhone 4S, les actions de Samsung Electronics, HTC et Nokia augmentent, tandis que celles d'Apple chutent. Plus tard dans la journée, les actions rebondissent pour gagner 1 %,. Avec le lancement des commandes, l'opérateur AT&T déclare que la demande pour l'iPhone est « extraordinaire ». Plus de 200 000 commandes sont passées dans les midi suivant la mise en vente. La compagnie de téléphone allemande Deutsche Telekom se déclare satisfaite de l'intérêt des clients. De plus, AT&T, Verizon et Sprint épuisent leur stock initial avant le 8 octobre 2011. Le 20 octobre 2011, l'iPhone 4S dépasse le million de mises en service avec AT&T. Le 10 octobre, Apple annonce avoir reçu plus d'un million de commande dans les premières 24 h de sa mise en vente, battant ainsi le record établi par l'iPhone 4.
Le 17 octobre 2011, la société annonce que l'appareil est vendu en quatre millions d'exemplaires au cours des trois premiers jours de sa sortie, et que 25 millions d'utilisateurs sont passés à la version iOS 5. Phil Schiller, vice-président marketing d'Apple, déclare « l'iPhone 4S prend un excellent départ avec plus de quatre millions d'exemplaires vendus au cours de son premier week-end - un record pour un téléphone, dépassant son prédécesseur lors de son lancement ». Le marché des téléphones d'occasion connaît une augmentation les semaines précédentes l'annonce du 4S, ainsi qu'une baisse des prix. Les générations d'iPhone précédentes sont remises en vente sur les marchés par diverses méthodes. Apple rachète également ces iPhone dans le cadre d'un programme spécial.

### Impact
Le smartphone est considéré comme une avancée technologique grâce à Siri. C'est le premier assistant vocal mis en place sur un téléphone tandis que l'Assistant Google, arrive 6 ans plus tard. Aussi, sa facilité de filmer en haute définition et sa capacité de stockage de 64 Go font du smartphone, une version améliorée de son prédécesseur.